# Campo de Montalbán
Campo de Montalbán es un queso de pasta prensada semi dura realizado con una mezcla de leche de oveja, cabra y vaca de La Mancha. Este queso se asemeja al queso manchego en la textura y la apariencia, y hasta 1985 se consideraba manchego. En ese momento, el Consejo Regulador del queso manchego cambió las leyes que rigen el proceso de elaboración del queso y decretó que los quesos originarios de la región de La Mancha solo se podría llamar manchegos si se hacían únicamente con leche de oveja. Campo de Montalbán se distingue por estar realizado con una mezcla de tres leches, mientras que el manchego solo contiene leche de oveja. El sabor es también similar al manchego. Sin embargo, los caracteres de las tres leches son perceptibles en los quesos de Campo de Montalbán.
Campo de Montalbán viene en ruedas enceradas y su corteza presenta un diseño de espigas de trigo (en zig-zag), similar al del queso manchego.